# Chiesa di San Materno (Melara)
La chiesa di Santi Materno è la parrocchiale di Melara, in provincia di Rovigo e diocesi di Adria-Rovigo; fa parte del vicariato di Castelmassa.

## Storia
In origine a Melara esisteva un priorato, che nel 1155 passò alla diocesi di Ferrara. Verso l'inizio del XIV secolo sorse una nuova pieve dedicata a Santa Maria, che, ebbe una vita relativamente effimera essendo demolita nel 1396. La chiesa venne riedificata nel 1404 e visitata nel 1434 dal vescovo della sede ferrarese Giovanni Tavelli di Tossignano. Nel 1570 l'edificio venne lesionato dal terremoto e, pertanto, subì un intervento di restauro. La consacrazione fu impartita il 10 agosto 1593 dal vescovo Giovanni Fontana. Nel 1705 venne posta la prima pietra della nuova parrocchiale del cui progetto, che doveva essere grandioso, fu incaricato Vincenzo Santini.  Nel 1732 la chiesa doveva essere ormai completata, dato che quella precedente fu demolita in quell'anno e le funzioni venivano celebrate in quella nuova.
Nel 1818 la parrocchiale passò dall'arcidiocesi di Ferrara alla diocesi di Adria. Nel 1851 un incendio danneggiò la chiesa, che, dovette essere ristrutturata venendo riaperta al culto nel 1856.
La torre campanaria risale all'anno 1404; è stata risparmiata dalla demolizione della chiesa vecchia nel 1732, è stata restaurata nel 2011 dopo ben 40 anni di abbandono. Le campane fino al 1970 sono state suonate a corda, dopodiché sono state abbandonate e sostituite da 4 trombe situate ancora oggi sul tetto della chiesa (non più attive dal 2011). Ospita 6 campane fuse in anni diversi dalla fonderia Pietro Colbachini di Bassano del Grappa.